# Кубок Волинської області з футболу
Кубок Волинської області з футболу — обласні футбольні змагання серед аматорських команд. Проводиться під егідою Федерації футболу Волинської області.

## Усі переможці
| Сезон        | Володар                              | Фіналіст                                              | Рахунок                                               |
| ------------ | ------------------------------------ | ----------------------------------------------------- | ----------------------------------------------------- |
| 1940         | «Динамо» (м. Луцьк)                  |                                                       |                                                       |
| 1945         | «Динамо» (м. Луцьк)                  |                                                       |                                                       |
| 1946         | «Динамо» (м. Луцьк)                  |                                                       |                                                       |
| 1947         | «Динамо» (м. Луцьк)                  | «Спартак» (м. Луцьк)                                  | 4:0                                                   |
| 1948         | «Динамо» (м. Луцьк)                  | «Локомотив» (смт Ківерці)                             |                                                       |
| 1949         | «Динамо» (м. Луцьк)                  | «Локомотив» (смт Ківерці)                             | 7:2 (дод. час)                                        |
| 1950         | «Динамо» (м. Луцьк)                  | «Локомотив» (смт Ківерці)                             | 8:0                                                   |
| 1951         | «Динамо» (м. Луцьк)                  | «Динамо» (м. Ковель)                                  | 3:2                                                   |
| 1952         | ГБО (м. Володимир-Волинський)        | «Динамо» (м. Луцьк)                                   | 2:0                                                   |
| 1953         | «Динамо» (м. Луцьк)                  | «Спартак» (смт Рожище)                                |                                                       |
| 1954         | «Динамо» (м. Любомль)                | «Локомотив» (м. Ковель)                               | 6:5                                                   |
| 1955         | «Колгоспник» (м. Горохів)            | «Колгоспник» (с. Голоби)                              | 2:0                                                   |
| 1956         | «Шахтар» (смт Нововолинськ)          |                                                       |                                                       |
| 1957         | ГБО (м. Луцьк)                       | «Шахтар» (м. Нововолинськ)                            |                                                       |
| 1958         | ГБО (м. Луцьк)                       | «Локомотив» (м. Ковель)                               | 4:0                                                   |
| 1959         | ГБО (м. Луцьк)                       | «Шахтар» (м. Нововолинськ)                            | 2:0                                                   |
| 1960         | «Шахтар» (м. Нововолинськ)           | «Авангард» (м. Луцьк)                                 | 2:1                                                   |
| 1961         | «Шахтар» (м. Нововолинськ)           | «Локомотив» (м. Ковель)                               | 2:1 (дод. час)                                        |
| 1962         | «Зеніт» (м. Володимир-Волинський)    | ГБО (м. Луцьк)                                        | 3:1                                                   |
| 1963         | «Зеніт» (м. Володимир-Волинський)    | «Спартак» (м. Луцьк)                                  | 3:1                                                   |
| 1964         | «Зеніт» (м. Володимир-Волинський)    | «Будівельник» (м. Луцьк)                              | 6:0                                                   |
| 1965         | «Спартак» (м. Луцьк)                 | «Шахтар» (м. Нововолинськ)                            | 3:1                                                   |
| 1966         | «Локомотив» (м. Ковель)              | «Спартак» (м. Луцьк)                                  | 7:4                                                   |
| 1967         | «Шахтар» (м. Нововолинськ)           | «Локомотив» (м. Ковель)                               | 3:2                                                   |
| 1968         | «Локомотив» (м. Ковель)              | «Шахтар» (м. Нововолинськ)                            | 3:0                                                   |
| 1969         | «Механізатор» (смт Рожище)           | «Колос» (м. Володимир-Волинський)                     | 3:1                                                   |
| 1970         | «Локомотив» (м. Ковель)              | «Шахтар» (м. Нововолинськ)                            | 1:0                                                   |
| 1971         | «Спартак» (м. Ковель)                | «Шахтар» (м. Нововолинськ)                            | 2:2, 3:1                                              |
| 1972         | «Торпедо» (м. Луцьк)                 | «Сільмаш» (м. Ковель)                                 | 2:1                                                   |
| 1973         | «Сільмаш» (м. Ковель)                | «Шахтар» (м. Нововолинськ)                            | 3:0                                                   |
| 1974         | «Буревісник» (м. Луцьк)              | «Шахтар» (м. Нововолинськ)                            | 2:1                                                   |
| 1975         | «Сільмаш» (м. Ковель)                | «Механізатор» (смт Рожище)                            | 1:0                                                   |
| 1976         | «Сільмаш» (м. Ковель)                | «Локомотив» (м. Ковель)                               | 5:3                                                   |
| 1977         | «Прилад» (м. Луцьк)                  | «Ферммаш» (смт Рожище)                                | 1:0                                                   |
| 1978         | «Прилад» (м. Луцьк)                  | «Сільмаш» (м. Ковель)                                 | 2:0                                                   |
| 1979         | «Прилад» (м. Луцьк)                  | «Локомотив» (м. Ковель)                               | 5:0                                                   |
| 1980         | «Сільмаш» (м. Ковель)                | «Підшипник» (м. Луцьк)                                | 5:1                                                   |
| 1981         | «Сільмаш» (м. Ковель)                | «Торпедо» (м. Луцьк)                                  | 5:1                                                   |
| 1982         | «Прилад» (м. Луцьк)                  | «Сільмаш» (м. Ковель)                                 | 1:0                                                   |
| 1983         | «Підшипник» (м. Луцьк)               | «Колос» (м. Ківерці)                                  | 2:0                                                   |
| 1984         | «Торпедо» (м. Луцьк)                 | «Електрик» (м. Луцьк)                                 | 2:1                                                   |
| 1985         | «Підшипник» (м. Луцьк)               | «Колос» (м. Ківерці)                                  | 1:0                                                   |
| 1986         | «Підшипник» (м. Луцьк)               | «Колос» (м. Ківерці)                                  | 2:1                                                   |
| 1987         | «Підшипник» (м. Луцьк)               | «Шахтар» (м. Нововолинськ)                            | 1:0                                                   |
| 1988         | «Підшипник» (м. Луцьк)               | «Сільмаш» (м. Ковель)                                 | 2:1                                                   |
| 1989         | «Підшипник» (м. Луцьк)               | «Шахтар» (м. Нововолинськ)                            | 1:0                                                   |
| 1990         | «Підшипник» (м. Луцьк)               | «Сільмаш» (м. Ковель)                                 | 1:0                                                   |
| 1991         | «Підшипник» (м. Луцьк)               | (Кубок розіграно в одноколовому турнірі трьох команд) | (Кубок розіграно в одноколовому турнірі трьох команд) |
| 1992         | «Підшипник» (м. Луцьк)               | «Сільмаш» (м. Ковель)                                 | 5:1                                                   |
| 1992/93      | «Підшипник» (м. Луцьк)               | «Явір» (смт Цумань)                                   | 1:0                                                   |
| 1993/94      | «Підшипник» (м. Луцьк)               | «Сільмаш» (м. Ковель)                                 | 2:1                                                   |
| 1994/95      | «Підшипник» (м. Луцьк)               | «Явір» (смт Цумань)                                   | 2:0                                                   |
| 1995/96      | «Динамо» (смт Маневичі)              | ЕНКО (м. Луцьк)                                       | 2:2 (пен. 3:2)                                        |
| 1996/97      | «Явір» (смт Цумань)                  | «Колос» (м. Ковель)                                   | 1:0                                                   |
| 1997/98      | «Явір» (смт Цумань)                  | ЕНКО (м. Луцьк)                                       | 1:0                                                   |
| 1998/99      | «Троянда-Експрес» (с. Гірка Полонка) | «Явір» (смт Цумань)                                   | 2:0                                                   |
| 1999 (осінь) | Розіграш не проводився               | Розіграш не проводився                                | Розіграш не проводився                                |
| 2000         | Розіграш не проводився               | Розіграш не проводився                                | Розіграш не проводився                                |
| 2001         | «Університет» (м. Луцьк)             | ФК «Володимир-Волинський» (м. Володимир-Волинський)   | 2:1                                                   |
| 2002         | Розіграш не проводився               | Розіграш не проводився                                | Розіграш не проводився                                |
| 2003         | «Динамо» (смт Маневичі)              | ФК «Володимир-Волинський» (м. Володимир-Волинський)   | 2:0                                                   |
| 2004         | Розіграш не проводився               | Розіграш не проводився                                | Розіграш не проводився                                |
| 2005         | Розіграш не проводився               | Розіграш не проводився                                | Розіграш не проводився                                |
| 2006         | «Стир» (м. Берестечко)               | «Вотранс-ЛСТМ» (м. Луцьк)                             | 1:0                                                   |
| 2007         | «Вотранс-ЛСТМ» (м. Луцьк)            | ФК «Мар'янівка» (смт Мар'янівка)                      | 8:1                                                   |
| 2008         | «Шахтар» (м. Нововолинськ)           | «BRW-ВІК» (м. Володимир-Волинський)                   | 1:1 (пен. 3:2)                                        |
| 2009         | «Вотранс-ЛСТМ» (м. Луцьк)            | «Шахтар» (м. Нововолинськ)                            | 3:2                                                   |
| 2010         | «Світязь» (смт Шацьк)                | «Вотранс-ЛСТМ» (м. Луцьк)                             | 5:1                                                   |
| 2011         | МФК «Ковель-Волинь» (м. Ковель)      | «Шахтар» (м. Нововолинськ)                            | 2:0                                                   |
| 2012/13      | «Луцьксантехмонтаж-536» (м. Луцьк)   | «Ласка» (с. Боратин)                                  | 3:2                                                   |
| 2013/14      | «Луцьксантехмонтаж-536» (м. Луцьк)   | «Ласка» (с. Боратин)                                  | 3:0                                                   |
| 2014/15      | «Луцьксантехмонтаж-536» (м. Луцьк)   | ФЦ «Ковель-Волинь» (м. Ковель)                        | 6:3                                                   |
| 2015/16      | «Стир» (с. Старий Чорторийськ)       | ФЦ «Ковель-Волинь» (м. Ковель)                        | 1:0                                                   |
| 2016/17      | «ДЮСШ-ВІК» (м. Володимир-Волинський) | ФЦ «Ковель-Волинь» (м. Ковель)                        | 5:1                                                   |
| 2017/18      | ФЦ «Ковель-Волинь» (м. Ковель)       | «Ласка» (с. Боратин)                                  | 1:0                                                   |
| 2018/19      | «Луцьксантехмонтаж-536» (м. Луцьк)   | ФЦ «Ковель-Волинь» (м. Ковель)                        | 1:0                                                   |
| 2019/20      | «Вотранс» (м. Луцьк)                 | ФЦ «Ковель-Волинь» (м. Ковель)                        | 1:0                                                   |
| 2020/21      | «Вотранс» (м. Луцьк)                 | «Луцьксантехмонтаж-536»                               | 1:0                                                   |

## Суперкубок Волині
| Рік     | Чемпіон                            | Володар кубка                        | Рахунок        |
| ------- | ---------------------------------- | ------------------------------------ | -------------- |
| 2010    | МФК «Ковель-Волинь» (м. Ковель)    | «Вотранс-ЛСТМ» (м. Луцьк)            | 3:0            |
| 2011    | МФК «Ковель-Волинь» (м. Ковель)    | «Світязь» (смт Шацьк)                | 5:0            |
| 2012/13 | МФК «Ковель-Волинь» (м. Ковель)    | «Луцьксантехмонтаж-536» (м. Луцьк)   | 2:1            |
| 2013/14 | «Луцьксантехмонтаж-536» (м. Луцьк) | МФК «Ковель-Волинь» (м. Ковель)      | 0:0 (пен. 5:4) |
| 2014/15 | «Ласка» (с. Боратин)               | «Луцьксантехмонтаж-536» (м. Луцьк)   | 2:0            |
| 2015/16 | «Стир» (с. Старий Чорторийськ)     | «Луцьксантехмонтаж-536» (м. Луцьк)   | 1:1 (пен. 4:2) |
| 2017    | «Луцьксантехмонтаж-536» (м. Луцьк) | «ДЮСШ-ВІК» (м. Володимир-Волинський) | 3:1            |
| 2018    | ФЦ «Ковель-Волинь» (м. Ковель)     | «Луцьксантехмонтаж-536» (м. Луцьк)   | 2:1            |
| 2019    | «Луцьксантехмонтаж-536» (м. Луцьк) | Вотранс (м. Луцьк)                   | 1:0            |
| 2020    | Не проводився                      |                                      |                |
| 2021    | Вотранс (м. Луцьк)                 | Шахтар (м. Нововолинськ)             | 2:0            |